# Funzione quadratica
In algebra, una funzione quadratica è una funzione in una o più variabili definita in modo esplicito attraverso un polinomio di secondo grado. Ad esempio, una funzione quadratica nelle variabili x, y, z ha la seguente forma generale:
{\displaystyle f(x,y,z)=ax^{2}+by^{2}+cz^{2}+dxy+exz+fyz+gx+hy+iz+j} con almeno uno tra {\displaystyle a,b,c,d,e,f} diverso da 0.

Grafico di una funzione quadratica definita da un polinomio di secondo grado con due radici reali e nessuna radice complessa

Una funzione quadratica in una variabile ha forma:
{\displaystyle f(x)=ax^{2}+bx+c}
Il suo grafico è una parabola con l'asse di simmetria parallelo all'asse y. Uguagliando a zero una funzione quadratica si ottiene una equazione di secondo grado; le soluzioni dell'equazione di secondo grado sono dette radici del polinomio associato.
Una funzione quadratica in due variabili ha forma:
{\displaystyle f(x,y)=ax^{2}+by^{2}+cxy+dx+ey+f} con {\displaystyle a,b,c} non contemporaneamente nulli. Il grafico di una funzione quadratica è, in generale, una ipersuperficie detta quadrica. 
Il sottoinsieme di {\displaystyle \mathbb {R} ^{2}} descritto da {\displaystyle f(x,y)=0} è una sezione conica (ellisse, circonferenza, parabola, iperbole).
I coefficienti del polinomio che definisce la funzione possono essere reali o complessi, perché un polinomio può essere definito su qualunque anello.
Nel caso in cui tutti i coefficienti dei termini di secondo grado siano uguali a zero, si parla di caso degenere della funzione.
I polinomi di secondo grado (e quindi anche le funzioni quadratiche) sono generalizzate sugli spazi vettoriali dal concetto di forma quadratica.

## Etimologia
L'aggettivo quadratico  deriva dal latino quadratum (quadrato). Un termine di secondo grado {\displaystyle x^{2}} è detto quadrato perché rappresenta l'area di un quadrato di lato {\displaystyle x}.

## Forme nel caso in una variabile
Una funzione quadratica in una variabile può essere espressa in tre forme:
- {\displaystyle f(x)=ax^{2}+bx+c}, forma normale;
- {\displaystyle f(x)=a(x-x_{1})(x-x_{2})}, forma fattorizzata, con {\displaystyle x_{1},x_{2}} radici del polinomio associato;
- {\displaystyle f(x)=a(x-h)^{2}+k}, forma del vertice, dove {\displaystyle (h,k)} sono le coordinate cartesiane del vertice della parabola data dal grafico.

La conversione dalla forma normale a quella fattorizzata si effettua calcolando le radici del polinomio; la conversione dalla forma normale a quella del vertice si effettua attraverso il completamento del quadrato; la forma normale si ricava dalle altre due eseguendo le operazioni indicate.

## Grafico della funzione in una variabile

A prescindere dalla forma dell'espressione, il grafico di una funzione quadratica in una variabile {\displaystyle f(x)=ax^{2}+bx+c} è una parabola. Da questo si ha, equivalentemente, che una parabola può essere descritta come {\displaystyle {(x,y)\in \mathbb {R} ^{2}:y=ax^{2}+bx+c}}.
Se {\displaystyle a>0}, la parabola volge la concavità verso l'alto; se {\displaystyle a<0}, la parabola volge la concavità verso il basso.
Il coefficiente {\displaystyle a} controlla la curvatura del grafico: maggiore è il suo valore assoluto, più stretta è la parabola. I coefficienti {\displaystyle a} e {\displaystyle b} concorrono a definire la posizione dell'asse di simmetria della parabola, quindi la coordinata {\displaystyle x_{0}} del vertice, data da {\displaystyle x_{0}=-{\frac {b}{2a}}}. Il coefficiente {\displaystyle c} controlla l'altezza della parabola; in particolare essa intercetta l'asse y nel punto di coordinate {\displaystyle (0,c)}.

### Vertice
Il vertice è il massimo o minimo assoluto della parabola. Se la funzione è nella forma del vertice, le sue coordinate sono {\displaystyle (h,k)}.
Attraverso il completamento del quadrato, la forma normale
{\displaystyle f(x)=ax^{2}+bx+c}
può essere trasformata in
{\displaystyle f(x)=a\left(x+{\frac {b}{2a}}\right)^{2}-{\frac {b^{2}-4ac}{4a}}};
ponendo {\displaystyle \Delta =b^{2}-4ac} (discriminante)
allora il vertice ha coordinate {\displaystyle \left(-{\frac {b}{2a}},-{\frac {\Delta }{4a}}\right)}
quindi l'asse di simmetria passa per il vertice.
Se la funzione è in forma fattorizzata, sfruttando la simmetria della parabola, si dimostra che le coordinate del vertice possono essere calcolate equivalentemente come {\displaystyle \left({\frac {x_{1}+x_{2}}{2}},f\left({\frac {x_{1}+x_{2}}{2}}\right)\right)}.
Siccome il punto di vertice è un massimo o un minimo della funzione quadratica, esso può essere trovato attraverso i teoremi dell'analisi matematica. Quindi, il punto di vertice deve essere radice della derivata:
{\displaystyle f(x)=ax^{2}+bx+c\Rightarrow f'(x)=2ax+b\Rightarrow x=-{\frac {b}{2a}}}
in questo punto la funzione vale
{\displaystyle f\left(-{\frac {b}{2a}}\right)=a\left(-{\frac {b}{2a}}\right)^{2}+b\left(-{\frac {b}{2a}}\right)+c=-{\frac {b^{2}-4ac}{4a}}=-{\frac {\Delta }{4a}}}
quindi le coordinate del vertice sono:
{\displaystyle \left(-{\frac {b}{2a}},-{\frac {\Delta }{4a}}\right)}
in accordo con quanto trovato prima.

## Radici della funzione in una variabile

Grafico di una funzione quadratica con discriminante positivo con:
- Radici e intersezioni con l'asse y in rosso
- Vertice e asse di simmetria in blu
- Fuoco e direttrice in rosa

Visualizzazione delle radici complesse di una funzione quadratica: la parabola è ruotata di 180° intorno al suo vertice (arancione). Le sue intersezioni con l'asse x sono ruotati di 90° intorno al loro punto medio e il piano cartesiano è interpretato come il piano complesso

Le radici (o zeri) di una funzione in una variabile sono i valori di {\displaystyle x} per i quali {\displaystyle f(x)=0}. Per il teorema fondamentale dell'algebra per una funzione quadratica le radici sono due (eventualmente coincidenti). Attraverso il completamento del quadrato si trova che:
{\displaystyle x_{1,2}={\frac {-b\pm {\sqrt {b^{2}-4ac}}}{2a}}}.
Quindi a seconda del segno del discriminante si possono avere tre casi:
- {\displaystyle \Delta >0} due radici reali e distinte,
- {\displaystyle \Delta =0} due radici reali e coincidenti, con {\displaystyle x_{1}=x_{2}=-{\frac {b}{2a}}},
- {\displaystyle \Delta <0} due radici complesse distinte.

Il modulo delle radici non può essere più grande di {\displaystyle \phi \left({\frac {max\{|a|,|b|,|c|\}}{|a|}}\right)}, dove {\displaystyle \phi ={\frac {1+{\sqrt {5}}}{2}}}è la sezione aurea.

## Radice quadrata della funzione in una variabile
La funzione data dalla radice quadrata di una funzione quadratica in una variabile ha forma {\displaystyle f(x)={\sqrt {ax^{2}+bx+c}}} ed ha come grafico una ellisse o una iperbole.
Se {\displaystyle a>0} il grafico è un'iperbole. La direzione dell'asse dell'iperbole è determinata dall'ordinata del vertice: se è negativa l'asse trasverso è verticale, se è negativa l'asse trasverso è orizzontale.
Se {\displaystyle a<0} il grafico è un'ellisse se esistono due radici reali e distinte; altrimenti è un punto (radici coincidenti), oppure non esiste grafico sul piano cartesiano (radici complesse).

## Iterazione
Iterare una funzione significa applicarla ripetutamente, sostituendo alla variabile indipendente il valore della funzione trovato nella iterazione precedente. L'iterazione n-esima viene indicata con {\displaystyle f^{(n)}(x)}; la notazione può essere estesa ai numeri negativi se è possibile iterare la funzione inversa (se esiste) di {\displaystyle f(x)}. Non è sempre possibile scrivere l'espressione analitica di {\displaystyle f^{(n)}(x)}. Di seguito sono trattati due casi di funzioni quadratiche iterate in cui può essere scritto la forma analitica in modo esplicito.
Per la funzione {\displaystyle f(x)=a(x-c)^{2}+c} (con {\displaystyle a,c} parametri reali) la forma iterata è
{\displaystyle x_{n+1}=a(x_{n}-c)^{2}+c}
ponendo {\displaystyle g(x)=ax^{2}h(x)=x-c}
allora {\displaystyle f(x)=h^{-1}(g(h(x))}
quindi per induzione {\displaystyle f(x)=h^{-1}(g^{n}(h(x))}
sempre per induzione si ha che {\displaystyle g^{n}(x)=a^{2^{n}-1}x^{2^{n}}}
allora {\displaystyle f(x)=a^{2^{n}-1}(x-c)^{2^{n}}+c} è la soluzione esplicita.
La mappa logistica {\displaystyle x_{n+1}=rx_{n}(1-x_{n})0\leq x_{o}<1} con parametro {\displaystyle r\in [2,4]} può essere risolta solo in alcuni casi, almeno uno dei quali è caotico e uno non lo è. Nel caso caotico {\displaystyle r=4} la soluzione è
{\displaystyle x_{n}=sin^{2}(2^{n}\theta \pi )} dove la condizione iniziale {\displaystyle \theta } è data da {\displaystyle \theta ={\frac {1}{\pi }}sin^{-1}({\sqrt {x_{0}}})}.
Per {\displaystyle \theta } razionale, dopo un numero finito di iterazioni, {\displaystyle x_{n}} entra in una sequenza periodica. Per {\displaystyle \theta } irrazionale {\displaystyle x_{n}} non si ripete mai con sensibile dipendenza dalle condizioni iniziali; siccome la maggior parte dei {\displaystyle \theta } è irrazionale, il comportamento è caotico.
La soluzione della mappa logistica con {\displaystyle r=2} è {\displaystyle x_{n}={\frac {1}{2}}-{\frac {1}{2}}(1-2x_{0})^{2^{n}}} per {\displaystyle x_{0}\in [0,1)}.
Se {\displaystyle (1-2x_{0})\in (-1,1)}, per ogni valore di {\displaystyle x_{0}} diverso dal valore instabile {\displaystyle 0}, il termine {\displaystyle (1-2x_{0})\rightarrow 0} per {\displaystyle n\rightarrow +\infty }, quindi {\displaystyle x_{n}\rightarrow {\frac {1}{2}}}.

## Funzione quadratica in due variabili
Una funzione quadratica in due variabili è una funzione definita da un polinomio di secondo grado della forma:
{\displaystyle f(x,y)=ax^{2}+by^{2}+cxy+dx+ey+f}
dove {\displaystyle a,b,c,d,e,f} sono costanti e {\displaystyle a,b} non sono contemporaneamente nulli. Il grafico di questa funzione è una superficie(quadrica). L'insieme descritto da {\displaystyle f(x,y)=0} è l'intersezione tra la superficie e il piano {\displaystyle z=0} ovvero una sezione conica.

### Massimi e minimi
Se {\displaystyle 4ab-e^{2}<0} la funzione non ha massimi né minimi; il grafico è un paraboloide iperbolico.
Se {\displaystyle 4ab-e^{2}>0} la funzione ha un punto di massimo ({\displaystyle a>0}) o di minimo ({\displaystyle a>0}); il suo grafico è un paraboloide ellittico. Le coordinate del punto di massimo o minimo sono {\displaystyle \left({\frac {de-2bc}{4ab-e^{2}}},{\frac {ce-2ad}{4ab-e^{2}}}\right)}.
Se {\displaystyle 4ab-e^{2}=0} e {\displaystyle de-2cb=2ad-ce\neq 0} la funzione non ha massimi né minimi; il suo grafico è un cilindro parabolico.
Se {\displaystyle 4ab-e^{2}=0} e {\displaystyle de-2cb=2ad-ce=0} la funzione raggiunge un punto di massimo ({\displaystyle a<0}) o minimo ({\displaystyle a>0}); il suo grafico è un cilindro parabolico.